# Cardepia hartigi
Cardepia hartigi är en fjärilsart som beskrevs av Parenzan 1981. Cardepia hartigi ingår i släktet Cardepia och familjen nattflyn. Inga underarter finns listade i Catalogue of Life.